# Carl Claes Mörner
Carl Claes Mörner, född 7 november 1730 på Länna gård i Almunge socken i Uppland, död 30 april 1786, var en svensk friherre och militär. Han var landshövding i Uppsala län 1784–1786.

## Biografi
Carl Claes Mörner var son till Hans Didrik Mörner till Hagby och Märta Elisabet Bure samt gift med Margareta Elisabet von Post. Carl Claes Mörner begravdes i Uppsala domkyrka men stoftet överflyttades och gravsattes i von Postska familjegraven i Rasbokils kyrka.

## Karriär
Carl Claes Mörner inledde sin militära karriär 1747 som sergeant vid Östgöta infanteriregemente. 1748 befordrades han till fänrik vid Upplands regemente, och 1749 avancerade han till löjtnant. År 1761 utnämndes han till kapten i armén, och 1767 till kapten vid Upplands regemente.
Han fortsatte att stiga i graderna och blev major i armén 1773. År 1777 utnämndes han till överstelöjtnant vid Dalregementet, och 1779 till överstelöjtnant vid Upplands regemente.
Mellan 1784 och 1786 tjänstgjorde han som landshövding i Uppsala län.

## Barn
- Landshövding Hampus Vilhelm Mörner
- "Kungamakaren" Carl Otto Mörner